# باد مونستر آم شتاين-إبرنبورغ
باد مونسر آن در اشتاين ارنبورغ (بالألمانية: Bad Münster am Stein-Ebernburg) هي بلدة ألمانية، قرية و منطقة حضرية ‏ تقع في ألمانيا في راينلند بالاتينات.[بحاجة لمصدر] يقدر عدد سكانها بـ 4,233 نسمة .

## معرض صور

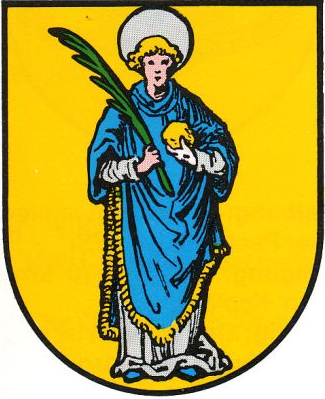
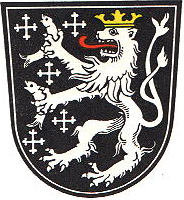
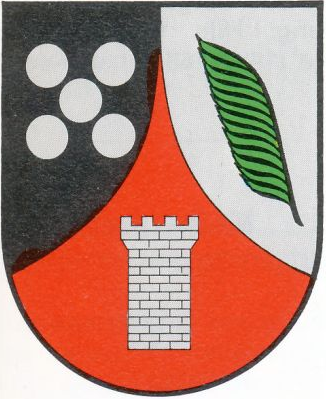
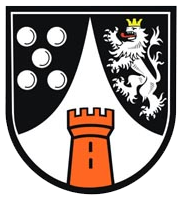